# لورينزو دايموند
لورينزو دايموند (بالإنجليزية: Lorenzo Diamond)‏ هو لاعب كرة قدم أمريكية أمريكي، ولد في 15 ديسمبر 1979 في بيلوكسي في الولايات المتحدة.

## وصلات خارجية
- لورينزو دايموند على موقع مرجع كرة القدم المحترفة.كوم (الإنجليزية)